# Centochiodi
Pour plus de détails, voir Fiche technique et Distribution.
Centochiodi est un film italien réalisé par Ermanno Olmi, sorti en 2007.

## Fiche technique
- Titre français : Centochiodi
- Réalisation : Ermanno Olmi
- Scénario : Ermanno Olmi
- Photographie : Fabio Olmi
- Musique : Fabio Vacchi
- Pays d'origine : Italie
- Genre : drame
- Date de sortie : 2007

## Distribution
- Raz Degan : le professeur
- Luna Bendandi : boulanger
- Andrea Lanfredi : facteur
- Amina Syed : étudiante
- Luigi Galvani :pêcheur